# Horacio Rodríguez Larreta
Horacio Rodriguez Larreta est un homme politique argentin.

## Biographie
Diplômé de la Harvard Business School, Horacio Rodríguez Larreta commence à travailler dans le gouvernement dans les années 1990. Avec Mauricio Macri, il cofonde le parti Proposition républicaine et est le directeur de campagne du parti jusqu'en 2011. Il continue à travailler en étroite collaboration avec Macri et est son chef de cabinet lorsque celui-ci est maire de Buenos Aires. Il est à son tour élu maire de la ville en 2015, puis réélu en 2019. 
Considéré comme un technocrate de centre droit et pro-business, il a la réputation d'être un gestionnaire efficace, capable de compromis avec ses adversaires politiques péronistes. Il lui est en revanche reproché sa proximité affichée avec l'establishment et, selon le journal Página/12, une politique qui a entrainé l'exclusion des plus modestes et l'augmentation de la pauvreté. Il a notamment permis la vente de l'espace public en faveur de projets immobiliers privés et restreint les investissements dans l'éducation, la santé et le logement. 
Candidat à l'investiture de Proposition républicaine pour l'élection présidentielle de 2023, il représente la tendance modérée de la droite face à Patricia Bullrich. Il promet notamment une « stabilisation rapide de l'économie », qui impliquerait une politique d'austérité, « un meilleur environnement des affaires » grâce à des réductions d'impôts pour les entreprises et les personnes fortunées, « une réforme de l'éducation qui accompagne l'adaptation secteur par secteur », une « réforme du travail par secteur », une réforme des retraites, et le renforcement de la lutte contre le terrorisme et la criminalité.
Horacio Rodríguez Larreta est catholique.